# Commune fusionnée de Meisenheim
La Commune fusionnée de Meisenheim est une municipalité allemande située dans le land de Rhénanie-Palatinat et l'Arrondissement de Bad Kreuznach.